# 李逸驊
李逸驊（1968年1月8日—），舊名李雲光，生於苗栗市，前中華男籃國手，主打控球後衛。因身高只有173公分，有「小老虎」稱號。曾任中華男籃、台北市立大學總教練，職籃裕隆隊執行教練、總教練與新北中信特攻總教練，有時會擔任球評的工作。

## 早年生活
李雲光就讀大倫國中一年級時由教練李建瑞選拔為學校籃球隊成員，從此開始籃球生涯，大倫國中校隊曾代表苗栗市參加全國區運動會，拿下金牌。高中時至台北市，加入東方工商籃球隊，教練為王棟林。

## 職業生涯
17歲入選中華男籃隊選手，之後入選亞青盃國手，創下台灣籃球運動的最年青入選國手的記錄。他在中華隊時，與周俊三兩人成為當家控球後衛。後效力於裕隆隊。

## 教練生涯
李雲光自職籃退役後，就讀台北體育學院，由大學直到研究所畢業。
在33歲時成為職籃裕隆恐龍隊的助理教練，協助總教練錢一飛，隔年升為總教練，再度創下台灣最年輕籃球總教練記錄，並在裕隆執教幫助球隊打造3連霸王朝。2001年至2008年，擔任中華男籃隊的總教練，2005年東亞運動會帶領中華隊勇奪金牌。
2021年7月30日，李逸驊接任T1聯盟新北中信特攻首任總教練。
2023年5月7日，李逸驊以例行賽25勝5敗的執教戰績獲選2022–23年賽季年度最佳教練。5月21日，新北中信特攻在總冠軍賽以4比0擊敗臺南台鋼獵鷹，奪得2022–23年賽季年度總冠軍 。李逸驊為2024年奧運男籃資格賽亞洲區預選賽代表隊總教練，代表隊歷經兩週集訓之後，中華民國籃球協會因為安全考量不參加該賽事，讓代表隊成員歸建母隊。
2023–24年賽季，李逸驊以例行賽19勝9敗的執教戰績蟬聯年度最佳教練。
2025年7月3日，新北中信特攻宣布總教練李逸驊離隊。

## 經歷
- 中華職籃裕隆恐龍
- 超級籃球聯賽裕隆恐龍執行教練
- 超級籃球聯賽明星賽第三季、第四季、第五季為紅武士隊總教練
- T1聯盟新北中信特攻總教練
- T1聯盟明星賽Team Beyond總教練（2023）

### TPBL
| 年度      | 球隊         | 已賽 | 勝場 | 敗場 | 勝率 | 名次 | 備註         |
| --------- | ------------ | ---- | ---- | ---- | ---- | ---- | ------------ |
| 2024–2025 | 新北中信特攻 | 36   | 16   | 20   | .444 | 六   | 未進入季後賽 |

### T1聯盟
| 年度      | 球隊         | 已賽 | 勝場 | 敗場 | 勝率 | 名次 | 備註                        |
| --------- | ------------ | ---- | ---- | ---- | ---- | ---- | --------------------------- |
| 2021–2022 | 新北中信特攻 | 30   | 17   | 13   | .567 | 三   | 四強賽1：2 敗臺中葳格太陽   |
| 2022–2023 | 新北中信特攻 | 30   | 25   | 5    | .833 | 一   | 總冠軍賽4：0 勝臺南台鋼獵鷹 |
| 2023–2024 | 新北中信特攻 | 28   | 19   | 9    | .679 | 一   | 四強賽2：3 敗臺北戰神       |

## 個人生活

### 家庭
李雲光父親名為葉林歡，母親名為李英妹，父親早逝。李雲光妻子為林月圓，兩人為東方工商時的同學，1994年結婚。生有一子一女。

### 負面、爭議事件
- 球風剽悍，CBA時期曾經手肘打中對手洋將杜威（Dwight Myvett），杜威受傷後無法繼續出賽，被迫離開CBA。
- 2004年接下中華隊總教練一職時，尚未有中華籃協A級執照，籃協為他後來補辦A級教練講習。
- 2011年5月，遭妻子向板橋地檢署控訴妨礙家庭罪，檢察官依法起訴，訴訟正在進行中。李雲光坦承與女子蕭乃綺有婚外情。1997年，李雲光至古亭國中任教，蕭乃綺當時就讀此國中，為籃球隊員，又是李的球迷，兩人發生戀情。2009年，被妻子發現，兩人寫下切結書，聲明不再來往。2010年4月至6月間，兩人又再度約會，並發生性行為，經妻子發現後提告[8][9]。

## 外部連結
- 李逸驊在fiba.basketball（英语）
- 李逸驊在archive.fiba.com（存檔）（英语）
- 李逸驊在Eurobasket.com（球員）（英语）
- 李逸驊在Eurobasket.com（教練）（英语）